# Les Astronautes (roman)
Les Astronautes est un roman posthume de science-fiction de l'écrivain français J.-H. Rosny aîné. Publié en 1960 dans le recueil Les Navigateurs de l'infini dans la collection Le Rayon fantastique codirigée par éditions Hachette et Gallimard, ce roman fait suite au récit Les Navigateurs de l'infini paru en 1925. Il narre le retour des astronautes sur Mars et la poursuite de l'exploration de la planète.

## Genèse
Exhumé par le directeur de la collection Le Rayon fantastique, Georges Gallet et publié à titre posthume, ce roman était pourtant annoncé dès la première édition des Navigateurs de l'infini, publiée dans Les Œuvres libres no 54 de décembre 1925. Une fausse « Note des éditeurs », écrite par Rosny aîné, indique que : « Au moment de mettre ce texte sous presse, nous apprenons que le second voyage du Stellarium est accompli et que les fabuleux explorateurs ont retrouvé leurs amis de l'Autre Monde. Le volume, relatant les observations et les expériences d'ordre scientifique, paraîtra bientôt. Il sera suivi de la relation du second voyage, transmise cette fois de Mars même ». 
Le titre du roman utilise le néologisme « astronaute », terme inventé par Rosny aîné le 26 décembre 1927 lors d'une réunion organisé par Robert Esnault-Pelterie, en compagnie du physicien Jean Perrin, des astronomes Ernest Esclangon et Henri Chrétien, des ingénieurs Eugène Fichot et Gustave Ferrié.

## Intrigue
Après une première exploration de la planète Mars, les trois astronautes Jean, Jacques et Antoine, décident de revenir sur Mars accompagnés de Violaine, fiancée de Jacques. De retour sur la planète, celui-ci retrouve la Tripède Grâce, jeune Martienne dont il était tombé amoureux lors de son premier voyage. Face à la menace toujours plus importante que font peser les Zoomorphes sur la race des Tripèdes, les astronautes tentent d'établir la communication avec les Éthéraux, une énigmatique forme de vie diaphane. 

## Analyse de l'œuvre
Ce roman est la suite directe des Navigateurs de l'infini, pour lequel Rosny aîné prolonge les thèmes précédemment abordés : communication avec la race des Éthéraux, relation platonique entre un astronaute terrien et une Martienne. Rosny aîné inclut dans cette suite la fiancée du narrateur Jacques, et met en place une relation à trois. En effet, si Jacques entretient des relations charnelles avec Violaine, il entretient également une relation platonique avec Grâce qui l'accompagne d'ailleurs sur Terre. Après son mariage avec Violaine et la naissance prochaine de leur enfant, Grâce tombe elle aussi enceinte par parthénogenèse en pensant fortement à Jacques. 

## Éditions
- Hachette/Gallimard, coll. « Le Rayon fantastique » no 69, 1960, dans le recueil Les Navigateurs de l'infini (couv. de Jean-Claude Forest).
- Rencontre, coll. « Chefs-d’œuvre de la Science-Fiction » no 7, 1970, dans le recueil Les Navigateurs de l'infini.
- Grama, coll. « Le Passé du futur » no 3, 1996, dans le recueil Les Navigateurs de l'infini (couv. de Didier Lange).
- Petite bibliothèque Ombre, coll. « Les Classiques de l'Utopie et de la Science-Fiction » no 180, 2011, Les Navigateurs de l'infini suivi de Les Astronautes.
- Bragelonne,  coll. « Les Trésors de la SF », 2012, dans le recueil La Guerre des règnes.